# Матюхін Віктор Олексійович

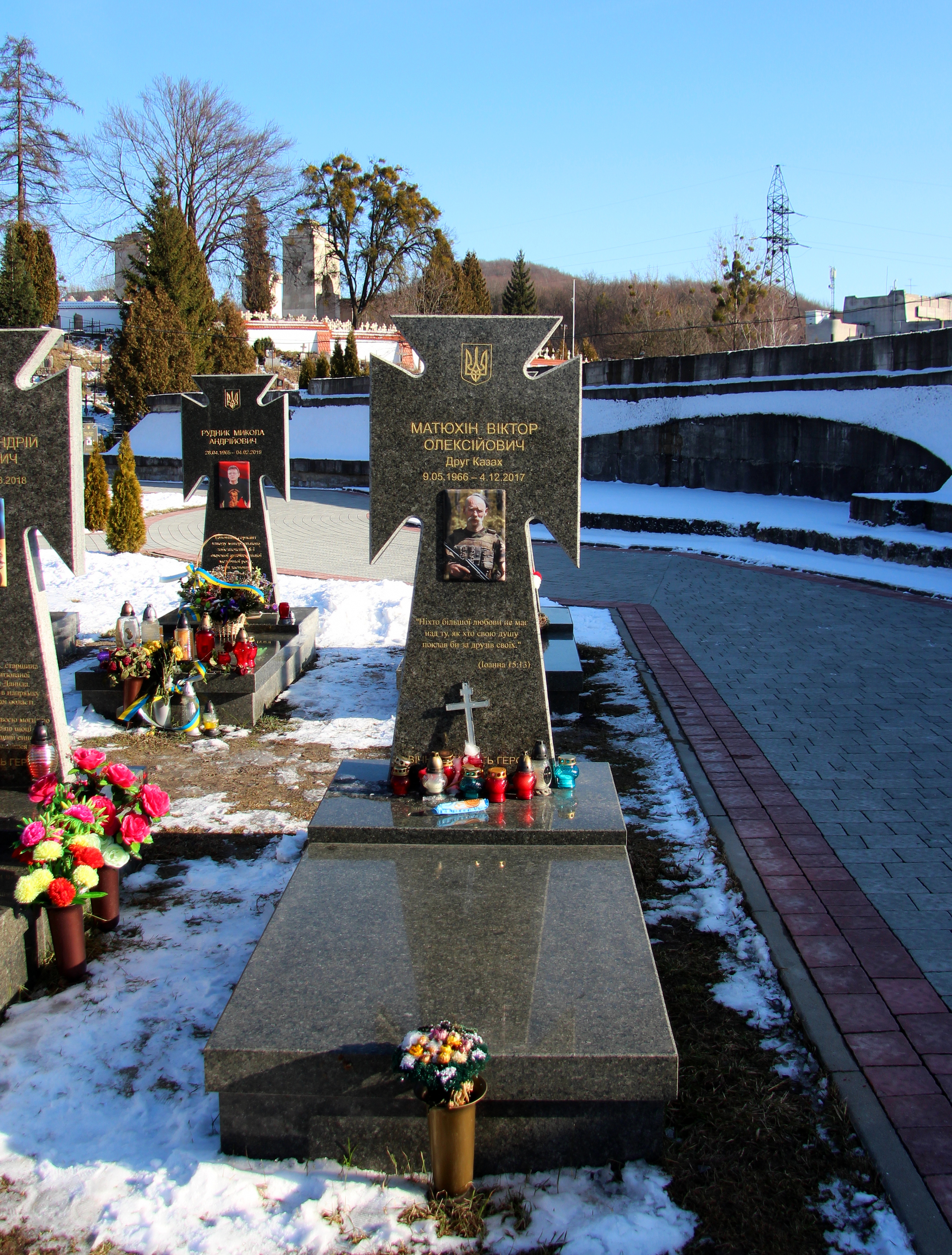

Матюхін Віктор Олексійович (Позивний «Казах») — доброволець, стрілець 2-го взводу 1-ї ОШР ДУК ПС, учасник російсько-української війни.

## Життєпис
Народився в Карагандинській області Казахстану. Мешкав у м. Львів. Закінчив будівельний технікум, займався проектуванням аеродромів, працював кіномеханіком. Мешкав у Росії. Вступив до духовної семінарії, співав у хорі, малював ікони. За повідомленнями в соцмережі російських націоналістів, служив у Троїце-Сергієвій лаврі РПЦ в сані ігумена (прим., не плутати з настоятелем і намісником лаври), церковне ім'я Мойсей, але з часом склав із себе сан та простим іноком перейшов до Катакомбної церкви (ІПЦ). Був членом общини козаків Сергієва Посада та активним учасником російського націоналістичного руху, брав участь в «Руських маршах» у Москві, 2008 проривав кордон ОМОНу на Арбаті (прим., товариші Матюхіна, російські націоналісти, є антиімперцями, антикомуністами, не підтримують російську агресію проти України). Переслідувався ФСБ. Навесні 2015 приїхав до України, вивчив українську мову. В соцмережі Facebook — Віктор Штанг. Спочатку воював на Луганщині у складі батальйону «Свята Марія», в добровольчому формуванні спецпризначення «Вікінг», отримав звання капітана від МГО «Міжнародна Академія Козацтва». Влітку 2015 деякий час працював охоронцем на Фастівському деревообробному комбінаті. В ДУК з літа 2016, був найстаршим бійцем роти, мав величезний бойовий досвід. Залишилась дружина у Львові. Загинув, 4 грудня 2017 року, від кулі снайпера поблизу с-ща Піски (Ясинуватський район). Похований у Львові на 76-му полі Личаківського цвинтаря.

## Нагороди та вшанування
- Нагороджений відзнакою ДУК ПС «Бойовий Хрест Корпусу» (посмертно)[4].
- Вшановується в меморіальному комплексі «Зала пам'яті», в щоденному ранковому церемоніалі 4 грудня[5][6].
- Портрет Героя встановлено на Меморіалі "Стіна пам'яті полеглих за Україну" у Києві: секція 10, ряд 10, місце 11.
- Про життя та смерть Героя у 2019 році знято документальний фільм в межах проекту «Здобули життя вічне в бою»[7].
- У 2023 році нагороджений відзнакою «Почесний знак святого Юра» (посмертно)[8].